# Pierre de Blois (kardynał)
Pierre de Blois (zm. 23 listopada 1188) – francuski kardynał
Pochodził z Blois i początkowo był kanonikiem katedry diecezji Tours  pw. Św. Marcina z Tours. Wiadomo, że uzyskał tytuł magistra, nie wiadomo jednak, gdzie studiował. Nominację kardynalską, z tytułem prezbitera Bazyliki San Clemente, uzyskał 12 marca 1188 od papieża Klemensa III. Podpisywał bulle papieskie między 16 marca a 15 listopada 1188.